# Митко Граблев
Митко Граблев (21 вересня 1964) — болгарський важкоатлет.
Учасник Олімпійських Ігор 1988 року.
Чемпіон світу 1986 в категорії до 56 кг.
Чемпіон Європи 1987 (56 кг), 1988 (56 кг), бронзовий призер 1986 року в категорії 56 кг.